# 斯普林冰川
77°55′S 163°6′E / 77.917°S 163.100°E
斯普林冰川（英語：Spring Glacier）是南極洲的冰川，位於維多利亞地的斯科特海岸，流經斯托納峰和特蘭斯特嶺之間，最終在格拉尼特穹丘以南注入布盧冰川，現時由南極條約體系管理。